# Дисперсия скоростей
Дисперсия скоростей (σ) — это статистический разброс величин скорости около среднего значения для группы объектов, такой как рассеянное звёздное скопление, шаровое звёздное скопление, галактика, скопление или сверхскопление галактик. При измерении лучевых скоростей объектов в группе можно оценить дисперсию скоростей и на основе неё получить массу данной группы объектов, применив теорему вириала. Лучевые скорости можно определить по допплеровскому смещению спектральных линий. Центральная дисперсия скоростей относится к величине дисперсии в центральной области протяжённого объекта, такого как скопление или галактика.
Соотношение между дисперсией скоростей и веществом (или электромагнитным излучением, испускаемым данным веществом) может быть выражено в разной форме в зависимости от типа наблюдаемых объектов. Например, для вещества, вращающегося вокруг чёрной дыры, справедливо отношение M–сигма, для эллиптических галактик — соотношение Фабер-Джексона, для спиральных галактик — зависимость Талли-Фишера. Например, дисперсия скоростей объектов, вращающихся вокруг сверхмассивной чёрной дыры в центре Млечного Пути, равна 75 км/с. Для центральной области Туманности Андромеды, содержащей чёрную дыру, превосходящую в 10 раз по массе чёрную дыру в центре Млечного Пути, дисперсия скоростей составляет приблизительно 160 км/с.
Группы и скопления галактик обладают более широким диапазоном дисперсий скоростей по сравнению с меньшими системами объектов. Дисперсия скоростей в Местной группе составляет σ = 61±8 км/с. Более крупное скопление  Волос Вероники обладает дисперсией σ ≈ 1000 км/с. Карликовые эллиптические галактики в этом скоплении имеют внутренние дисперсии скоростей звёзд, обычно не превосходящие 80 км/с. Обычные эллиптические галактики в среднем имеют дисперсию скоростей σ ≈ 200 км/с.
Для спиральных галактик увеличение дисперсии скоростей звёзд первого типа населения является постепенным процессом, происходящим, вероятно, вследствие случайных обменов импульсом, известных как динамическое трение, между отдельными звёздами и крупными областями межзвёздного газа и пыли с массой более {\displaystyle 10^{5}M_{\odot }}. Наблюдаемые плашмя галактики имеют дисперсии скоростей около 90 км/с, видимые с ребра — несколько больше.